# Auguste Feige
Auguste Feige, verheiratete Auguste Döbbelin, (vor 1799–1838) war eine deutsche Theaterschauspielerin und Opernsängerin.

## Leben
Auguste Feige wurde als Tochter des Schauspielers Johann Gottlieb Feige (* 1748) und dessen Frau, der Schauspielerin Johanna, geb.  Heintze (* 1753) geboren. Sie wuchs unter neun Geschwistern auf, von denen etliche später auch in den Schauspielerberuf gingen oder mit Bühnenkünstlern verheiratet waren. Der Schauspieler Karl Feige war ihr Bruder.
Über Feiges Leben ist nicht viel bekannt. Sie war im Schauspiel wie in der Oper sehr beliebt und genoss eine Zeit lang sogar einen bedeutenden Ruf. Sie starb 1838.
Verheiratet war sie mit Conrad Carl Casimir Döbbelin. Ihre Kinder waren:
- Conrad Carl Theodor Ernst Döbbelin (1799–1856), Theaterschauspieler und -leiter
- Emilie Döbbelin (1802–unbekannt), Theaterschauspielerin
- Alexander Döbbelin (1806–1856), Theaterschauspieler, -regisseur, -direktor und -unternehmer
- Eduard Döbbelin (1811–unbekannt)